# Discographie de Jenifer
Jenifer est l’interprète de 9 albums studio, d'un album live et d'un best-of. Elle a publié 27 singles, parmi lesquels 12 sont parvenus à se classer dans le top 10 en France (dont 2 avec la Star Academy). 
Jenifer sort son premier album éponyme en 2002, pour lequel elle connaît un large succès avec plus d'un million de copies écoulées.
En 2004 sort son deuxième album, Le Passage, qui confirme le succès de la chanteuse avec 600 000 exemplaires vendus et lui permet de remporter plusieurs récompenses (Meilleure artiste française aux MTV Europe Music Awards, Artiste féminine francophone et Album francophone de l'année aux NRJ Music Awards).
Lunatique, son troisième opus, sort en 2007, dépassant les 300 000 ventes et devenant son premier album classé n°1 en France. Jenifer remporte une fois de plus la récompense de l'Artiste féminine francophone aux NRJ Music Awards.
De 2010 à 2013, sortent les albums Appelle-moi Jen, L'Amour et moi et Ma déclaration qui se vendent à 100 000 exemplaires chacun. Paradis Secret, son septième album, sort en 2016 mais les ventes sont décevantes, seulement 30 000 exemplaires.
En 2018, Jenifer sort (sous le label TF1 Musique) son huitième opus, Nouvelle Page, certifié disque de platine avec 150 000 ventes.
No 9, son neuvième album, sort en 2022.
Le 22 novembre 2024, Jenifer sort son premier best-of intitulé JUKEBOX, reprenant ses plus grands succès de 2002 à 2012 dans des versions entièrement revisitées et réorchestrées.

## Albums

### Albums studio
| Titre                                                             | Détails de l'album                                            | Meilleure position | Meilleure position | Meilleure position | Meilleure position | Meilleure position | Certifications | Ventes en Europe |
| Titre                                                             | Détails de l'album                                            | FR                 | BE-F               | BE-W               | CH                 | CH-R               | Certifications | Ventes en Europe |
| ----------------------------------------------------------------- | ------------------------------------------------------------- | ------------------ | ------------------ | ------------------ | ------------------ | ------------------ | -------------- | ---------------- |
| Jenifer                                                           | - Sortie : 25 mars 2002 - Labels : Island, Mercury, Universal | 2                  | —                  | 1                  | 9                  | —                  | 2 × Platine Or | 1 000 000        |
| Le Passage                                                        | - Sortie : 24 mai 2004 - Labels : Mercury, Universal          | 2                  | —                  | 3                  | 16                 | —                  | Platine Or     | 600 000          |
| Lunatique                                                         | - Sortie : 29 octobre 2007 - Labels : Mercury, Universal      | 1                  | —                  | 2                  | 25                 | —                  | Platine Or     | 300 000          |
| Appelle-moi Jen                                                   | - Sortie : 22 novembre 2010 - Labels : Mercury, Universal     | 13                 | —                  | 10                 | —                  | 29                 | Or             | 100 000          |
| L'Amour et moi                                                    | - Sortie : 17 septembre 2012 - Labels : Fontana, Mercury      | 3                  | —                  | 1                  | 46                 | 7                  | Platine        | 100 000          |
| Ma déclaration                                                    | - Sortie : 3 juin 2013 - Labels : Fontana, Mercury            | 2                  | 83                 | 1                  | 23                 | 5                  | Platine        | 100 000          |
| Paradis secret                                                    | - Sortie : 28 octobre 2016 - Labels : Fontana, Mercury        | 8                  | —                  | 13                 | 50                 | 12                 |                | 40 000           |
| Nouvelle Page                                                     | - Sortie : 26 octobre 2018 - Label : TF1 Entertainment        | 2                  | —                  | 4                  | 17                 | 4                  | 2 × Platine    | 200 000          |
| No 9                                                              | - Sortie : 4 novembre 2022 - Label : TF1 Musique              | 4                  | —                  | 7                  | —                  | 44                 |                | 30 000           |
| « — » indique que l'album n'est pas sorti ou classé dans le pays. |                                                               |                    |                    |                    |                    |                    |                |                  |

### Album live
| Titre                 | Détails de l'album                                                          | Meilleure position | Meilleure position | Meilleure position | Meilleure position | Ventes  | Certifications |
| Titre                 | Détails de l'album                                                          | FRA                | FRA (num.)         | BEL (WAL)          | SUI                | Ventes  | Certifications |
| --------------------- | --------------------------------------------------------------------------- | ------------------ | ------------------ | ------------------ | ------------------ | ------- | -------------- |
| Jenifer fait son live | - Sortie : 3 octobre 2005 - Labels : Mercury, Universal - Formats : CD, DVD | 6                  | 14                 | 6                  | 77                 | 100 000 | Or,            |

### Compilation
| Titre   | Détails de l'album                                                     | Meilleure position | Meilleure position | Meilleure position | Meilleure position | Ventes     | Certifications |
| Titre   | Détails de l'album                                                     | FRA                | FRA (num.)         | BEL (WAL)          | SUI                | Ventes     | Certifications |
| ------- | ---------------------------------------------------------------------- | ------------------ | ------------------ | ------------------ | ------------------ | ---------- | -------------- |
| JUKEBOX | - Sortie : 22 novembre 2024 - Labels : Ligati Per Sempre, Explay Music | Non classé         | Non classé         | Non classé         | Non classé         | Non classé | Non classé     |

## Singles
| Année | Titre                                                                                                  | Meilleure position                                                  | Meilleure position                                                  | Meilleure position                                                  | Certifications françaises                                           | Album                                                               |                                                                     |
| Année | Titre                                                                                                  | FRA                                                                 | BEL (WAL)                                                           | SUI                                                                 | Certifications françaises                                           | Album                                                               |                                                                     |
| ----- | --- | ------------------------------------------------------------------- | ------------------------------------------------------------------- | ------------------------------------------------------------------- | ------------------------------------------------------------------- | ------------------------------------------------------------------- | ------------------------------------------------------------------- |
| 2001  | La Musique (Angelica) (avec la Star Academy)                                                           | 1                                                                   | 1                                                                   | 12                                                                  | Diamant                                                             | Star Academy : L'album                                              |                                                                     |
| 2002  | Gimme! Gimme! Gimme! (A Man After Midnight) (avec Olivia Ruiz et Carine Haddadou pour la Star Academy) | 1                                                                   | 11                                                                  | —                                                                   | Or                                                                  | Star Academy : L'album                                              |                                                                     |
| 2002  | J'attends l'amour                                                                                      | 2                                                                   | 2                                                                   | —                                                                   | Or                                                                  | Jenifer                                                             |                                                                     |
| 2002  | Au soleil                                                                                              | 2                                                                   | 4                                                                   | 63                                                                  | Or                                                                  | Jenifer                                                             |                                                                     |
| 2002  | Des mots qui résonnent !                                                                               | 4                                                                   | 3                                                                   | 15                                                                  | Or                                                                  | Jenifer                                                             |                                                                     |
| 2003  | Donne-moi le temps                                                                                     | 8                                                                   | 7                                                                   | 18                                                                  | Argent                                                              | Jenifer                                                             |                                                                     |
| 2004  | Ma révolution                                                                                          | 9                                                                   | 9                                                                   | 21                                                                  | Argent                                                              | Le Passage                                                          |                                                                     |
| 2004  | Le Souvenir de ce jour                                                                                 | 6                                                                   | 7                                                                   | 21                                                                  | Argent                                                              | Le Passage                                                          |                                                                     |
| 2005  | C'est de l'or                                                                                          | 14                                                                  | 17                                                                  | 71                                                                  | —                                                                   | Le Passage                                                          |                                                                     |
| 2005  | Serre-moi                                                                                              | 25                                                                  | 14                                                                  | 51                                                                  | —                                                                   | Le Passage                                                          |                                                                     |
| 2007  | Tourner ma page                                                                                        | 3                                                                   | 3                                                                   | 37                                                                  | Argent                                                              | Lunatique                                                           |                                                                     |
| 2008  | Comme un hic                                                                                           | 10                                                                  | 6                                                                   | 73                                                                  | —                                                                   | Lunatique                                                           |                                                                     |
| 2008  | Si c'est une île                                                                                       | —                                                                   | —                                                                   | —                                                                   | —                                                                   | Lunatique                                                           |                                                                     |
| 2010  | Je danse                                                                                               | 16                                                                  | 3                                                                   | —                                                                   | —                                                                   | Appelle-moi Jen                                                     |                                                                     |
| 2011  | L'Envers du paradis                                                                                    | 59                                                                  | —                                                                   | —                                                                   | —                                                                   | Appelle-moi Jen                                                     |                                                                     |
| 2011  | L'Amour fou                                                                                            | 86                                                                  | —                                                                   | —                                                                   | —                                                                   | Appelle-moi Jen                                                     |                                                                     |
| 2012  | Sur le fil                                                                                             | 24                                                                  | 11                                                                  | —                                                                   | —                                                                   | L'Amour et moi                                                      |                                                                     |
| 2012  | L'Amour et moi                                                                                         | 26                                                                  | 22                                                                  | —                                                                   | —                                                                   | L'Amour et moi                                                      |                                                                     |
| 2013  | Les Jours électriques                                                                                  | 52                                                                  | —                                                                   | —                                                                   | —                                                                   | L'Amour et moi                                                      |                                                                     |
| 2013  | Poupée de cire, poupée de son                                                                          | 21                                                                  | 16                                                                  | —                                                                   | —                                                                   | Ma déclaration                                                      |                                                                     |
| 2013  | Résiste                                                                                                | 85                                                                  | —                                                                   | —                                                                   | —                                                                   | Ma déclaration                                                      |                                                                     |
| 2013  | Évidemment                                                                                             | 97                                                                  | —                                                                   | —                                                                   | —                                                                   | Ma déclaration                                                      |                                                                     |
| 2016  | Paradis secret                                                                                         | 7                                                                   | 44                                                                  | —                                                                   | —                                                                   | Paradis secret                                                      |                                                                     |
| 2016  | Mourir dans tes yeux                                                                                   | 34                                                                  | —                                                                   | —                                                                   | —                                                                   | Paradis secret                                                      |                                                                     |
| 2017  | Aujourd’hui                                                                                            | 151                                                                 | —                                                                   | —                                                                   | —                                                                   | Paradis secret                                                      |                                                                     |
| 2018  | Notre idylle                                                                                           | 7                                                                   | 13                                                                  | —                                                                   | Or                                                                  | Nouvelle Page                                                       |                                                                     |
| 2019  | Encore et encore                                                                                       | 51                                                                  | 28                                                                  | —                                                                   | —                                                                   | Nouvelle Page                                                       |                                                                     |
| 2019  | Les Choses simples (feat. Slimane)                                                                     | 16                                                                  | 8                                                                   | —                                                                   | Platine                                                             | Nouvelle Page                                                       |                                                                     |
| 2019  | Comme c'est bon                                                                                        | 12                                                                  | —                                                                   | —                                                                   | Or                                                                  | Nouvelle Page                                                       |                                                                     |
| 2019  | On oublie le reste (feat. Kylie Minogue)                                                               | 9                                                                   | —                                                                   | —                                                                   | —                                                                   | Nouvelle Page                                                       |                                                                     |
| 2022  | Sauve qui aime                                                                                         | —                                                                   | 15                                                                  | —                                                                   | —                                                                   | No 9                                                                |                                                                     |
| 2022  | En attendant                                                                                           | —                                                                   | —                                                                   | —                                                                   | —                                                                   | No 9                                                                |                                                                     |
| 2023  | Je te donne (feat. M. Pokora)                                                                          | —                                                                   | 50                                                                  | —                                                                   | —                                                                   | No 9                                                                |                                                                     |
| 2023  | Et si on sortait ce soir ?                                                                             | —                                                                   | —                                                                   | —                                                                   | —                                                                   | No 9                                                                |                                                                     |
| —     | « — » indique que le single n'est pas sorti ou classé dans le pays.                                    | « — » indique que le single n'est pas sorti ou classé dans le pays. | « — » indique que le single n'est pas sorti ou classé dans le pays. | « — » indique que le single n'est pas sorti ou classé dans le pays. | « — » indique que le single n'est pas sorti ou classé dans le pays. | « — » indique que le single n'est pas sorti ou classé dans le pays. | « — » indique que le single n'est pas sorti ou classé dans le pays. |

## Inédits
- 2002 : Fata Morgana
- 2003 : Donne
- 2003 : Je Veux T'Oublier
- 2004 : Qui Ment
- 2004 : Un Cri D'Amour
- 2005 : Mauvais Sang
- 2007 : Portrait D'Une Femme Heureuse
- 2007 : Mal Lunée
- 2010 : C'est Quand Qu'On Arrive
- 2010 : Circus
- 2012 : Y'a Pas Jen
- 2012 : La Pudeur
- 2016 : La Cavale
- 2016 : Obrigado
- 2018 : Les Choses Simples (Proche & Intime)
- 2018 : Mystère
- 2018 : Baby Blues
- 2018 : L'Eté Qui S'En Va
- 2018 : Ton Absence
- 2022 : Un Cœur À Prendre
- 2022 : Comme Dans Mes Rêves
- 2022 : À Nous 2
- 2022 : Nuit Sur L'Amour
- 2022 : Sans Toi
- 2022 : Jamais Baisser Les Yeux

## Versions étrangères
- 2003 : Junto Al Sol (Au soleil en espagnol)
- 2003 : Just Another Pop Song (Des mots qui résonnent ! en anglais)
- 2004 : What If (Entre humains en anglais)

### Autres enregistrements
- depuis 2003 : Participations aux albums et aux spectacles des Enfoirés au profit des Restos du Cœur.
- 2004 : Participation au titre Chanter qu'on les aime, collectif AMADE
- 2004 : Participation, en duo avec Alizée, au titre For Me... Formidable de Charles Aznavour au profit de la lutte contre le cancer.
- 2005 : Participation au single Et puis la Terre, commercialisé en février au profit des victimes du Tsunami en Asie
- 2006 : Participation au single des Enfoirés sur la chanson Le Temps qui court
- 2008 : Participation au collectif Les Voix de l'enfant aux côtés de 26 autres artistes, avec la chanson Parle, Hugo, Parle.
- 2010 : Reprise d'un titre de David Bowie, Rock'n'roll suicide, pour l'album Message au profit de l'association AIDES.
- 2011 : Hommage à Serge Gainsbourg sur le plateau des Victoires de la musique, en compagnie de Jean-Louis Aubert, Cœur de pirate, Bernard Lavilliers et Christophe Maé.
- 2011 : Reprise de la chanson Bambou pour l'album Paroles de femmes
- 2011 : Participation au Collectif Paris Africa avec la chanson Des ricochets
- 2012 : Participation au single des Enfoirés sur la chanson Encore un autre hiver
- 2012 : Interprétation en musique du poème Je te l'ai dit pour les nuages de Paul Éluard.
- 2012 : Reprise de Rendez-vous au paradis en duo avec Alain Chamfort pour l'album Elles et lui.
- 2013b: Reprise de la chanson phare de Pocahontas de Disney pour l'album We Love Disney
- 2014 : Reprise de la chanson de Cyndi Lauper pour l'album collectif Chanter pour celles
- 2015 : Reprise de Ricordu avec Laurent Bruschini pour l'album Corsu Mezu Mezu
- 2016 : Reprise de Mon fils ma bataille pour l'album Balavoine(s)

## Participations
- 2003 : La Foire aux Enfoirés.

1. Il me dit que je suis belle
2. Le parking des anges
3. Zen avec Marc Lavoine (Medley)
4. Désir, Désir avec Gérard Darmon (Medley)

- - 2004 : Album Le cœur des femmes
- 2004 : Les Enfoirés dans l'espace

1. J'ai tout oublié
2. Bubble star
3. Vivre ou survivre avec Patrick Fiori (Medley)
4. Tomber la chemise avec Lorie (Medley)

- 2005 : Le Train des Enfoirés

1. Besoin de rien, envie de toi
2. Stach, Stach avec Liane Foly et Hélène Ségara (Medley)
3. J'ai dix ans avec Jean-Louis Aubert et Michael Jones (Medley)

- 2006 : Le Village des Enfoirés.

1. La tendresse
2. Pourvu qu'elles soient douces avec Elsa, Patricia Kaas et Lorie (Medley)
3. Tant pis avec Julien Clerc (Medley)
4. Si j'étais elle avec Francis Cabrel, Julien Clerc, Gérard Darmon, Maurane et Julie Zenatti (Medley)
5. Un point c'est toi avec Claire Keim, Michèle Laroque, Maurane, Muriel Robin et Julie Zenatti (Medley)
6. Chante avec MC Solaar (Medley)

- 2007 : La Caravane des Enfoirés.

1. Est-ce que tu me suis ?
2. Mourir demain / Thriller
3. Jeune demoiselle
4. J'traine des pieds (Medley)
5. Je ne veux pas rentrer chez moi seule avec Gérard Darmon, Liane Foly et David Hallyday (Medley)
6. Elle, tu l'aimes avec Claire Keim et Zazie (Medley)
7. Johnny, Johnny avec Tina Arena, Laam et Muriel Robin (Medley)
8. Zidane, y va marquer avec Francis Cabrel, Jean-Baptiste Maunier, Yannick Noah et Pierre Palmade (Medley)
9. Derniers baisers avec Francis Cabrel, Gérard Darmon, Karen Mulder et Hélène Ségara (Medley)

- 2008 : Les Secrets des Enfoirés.

1. Argent trop cher
2. Aimer est plus fort que d'être aimé
3. A king of magic avec Hélène Ségara (Medley)
4. Trois nuits par semaine (Medley)

- 2009 : Les Enfoirés font leur cinéma.

1. Félicie, aussi
2. Une femme avec une femme avec Liane Foly (Medley)
3. Rehab avec Amel Bent (Medley)

- 2010 : Les Enfoirés... la Crise de nerfs

1. Les bétises
2. Womanizer avec Alizée (Medley)

- 2011 : Libres de chanter pour Paroles de femmes (Bambou)
- 2011 : Dans l'œil des Enfoirés

1. Comme des enfants
2. Tired of Being Sorry avec Christophe Willem (Medley)
3. Ce soir on vous met le feu avec Alizée, Tina Arena, Amel Bent, Patricia Kaas, Claire Keim, Nolwenn Leroy, Lorie et Mimie Mathy (Medley)
4. Les p'tites femmes de Pigale avec Alizée, Tina Arena, Amel Bent, Patricia Kaas, Claire Keim, Nolwenn Leroy, Lorie et Mimie Mathy (Medley)
5. Viens boire un ptit coup à la maison  avec Alizée, Tina Arena, Amel Bent, Patricia Kaas, Claire Keim, Nolwenn Leroy, Lorie et Mimie Mathy (Medley)
6. 3e sexe avec Alizée, Tina Arena, Amel Bent, Patricia Kaas, Claire Keim, Nolwenn Leroy, Lorie, Mimie Mathy, Jean-Louis Aubert, Patrick Bruel, Jean-Jacques Goldman, Grégoire, Christophe Maé, MC Solaar, Kad Merad et Pascal Obispo (Medley)
7. Hey Oh avec Alizée, Thomas Dutronc, Patrick Fiori, Grégoire, Amel Bent, Claire Keim, Laam, Michèle Laroque, Nolwenn Leroy, Renan Luce, MC Solaar et Natasha St-Pier (Medley)
8. La boulette avec Amel Bent (Medley)

- 2012 : Le Bal des Enfoirés

1. C'est bientôt la fin
2. Je suis un rigolo
3. Encore un autre hiver
4. Laisse tombez les problèmes avec Lorie (Medley)
5. Party Rock Anhtem avec Lâam (Medley)
6. Le chanteur avec Christophe Maé, Kad Merad et Karim Benzema (Medley)

- 2013 : La Boîte à musique des Enfoirés

1. La dame brune
2. Le sens de la vie avec Alizée (Medley)
3. A ma place avec Patrick Fiori (Medley)

- 2013 : We Love Disney

1. L'Air du vent

- 2015 : Corsu Mezzu Mezzu

1. Ricordu avec Laurent Bruschini

- 2016 : Balavoine(s)

1. Mon fils ma bataille

- 2022 : Corsu Mezzu Mezzu 2

1. Ti vecu o la mio bandera avec Voce Ventu